# Pareudiastes
Pareudiastes – rodzaj ptaków z rodziny chruścieli (Rallidae).

## Zasięg występowania
Rodzaj obejmuje gatunki występujące na Samoa i Wyspach Salomona.

## Morfologia
Długość ciała do 26,5 cm; masa ciała około 450 g.

## Systematyka

### Etymologia
Pareudiastes: gr. παρευδιαστης pareudiastēs „ptak ładnej pogody”, nieznany rodzaj ptaka wodnego, który ląduje tylko przy ładnej pogodzie, od παρα para „podczas, przy”; ευδια eudia „ładna pogoda”.

### Podział systematyczny
Taksony wyodrębnione z Gallinula. Do rodzaju należą następujące gatunki:
- Pareudiastes silvestris (Mayr, 1933) – kokoszka czerwonodzioba
- Pareudiastes pacificus Hartlaub & Finsch, 1871 – kokoszka żółtodzioba